# Glischrocaryon flavescens
Glischrocaryon flavescens är en slingeväxtart som först beskrevs av J. Drumm. och William Jackson Hooker, och fick sitt nu gällande namn av Anthony Edward Orchard. Glischrocaryon flavescens ingår i släktet Glischrocaryon och familjen slingeväxter. Inga underarter finns listade i Catalogue of Life.